# آسیاب و گورستان کهن مادردختر
آسیاب و قبرستان کهن مادردختر مربوط به دوره قاجار - دوره پهلوی است و در شهرستان ممسنی، بخش مرکزی، دهستان بکش ۲، روستای مادردختر واقع شده و این اثر در تاریخ ۲۶ اسفند ۱۳۸۶ با شمارهٔ ثبت ۲۱۸۸۰ به‌عنوان یکی از آثار ملی ایران به ثبت رسیده است.